# Shock and awe
Shock and Awe (trad. "colpisci e terrorizza"), conosciuta anche come "dominio rapido", è una tattica militare basata sull'uso di una potenza travolgente, la cognizione della superiorità sul campo di battaglia, manovre dominanti, ostentazioni spettacolari di forza per paralizzare la percezione del campo di battaglia da parte dei nemici e distruggerne la voglia di combattere. La tattica è stata illustrata nell'omonimo libro, scritto da Harlan K. Ullman e James P. Wade nel 1996, un prodotto della Università di Difesa Nazionale degli Stati Uniti (National Defense University of the United States).

## Dottrina del Dominio Rapido
Dominio Rapido è definito dai suoi autori come il tentativo di “colpire duramente la volontà, la percezione e la comprensione del nemico per attaccare o rispondere alla nostra politica strategica che finisce attraverso un regime di Colpisci e Terrorizza.” Inoltre il Dominio Rapido “imporrà questo livello travolgente di Colpisci e Terrorizza contro un nemico in un basamento immediato od in un tempo sufficientemente ridotto per paralizzare la sua volontà di andare avanti, […] per prendere il controllo della zona e bloccare o sovraccaricare la percezione e la comprensione degli eventi che il nemico sarà incapace di resistere ad i livelli tattici e strategici.”
Nell'introdurre la dottrina in un rapporto all'Università di Difesa Nazionale degli Stati Uniti nel 1996, Ullman e Wade la descrivono come un tentativo di sviluppare una tattica militare post-Guerra Fredda per gli Stati Uniti. Dominio Rapido e Colpisci e Terrorizza, nelle loro intenzioni, potrà essere “una svolta rivoluzionaria” poiché le milizie statunitensi sono ridotte in grandezza e le tecnologie d'informazione sono sempre più integrate nella guerra. Successivamente gli autori hanno scritto che il Dominio Rapido sfrutta la “superiore tecnologia, precisione del combattimento e dominanza dell'informazione” degli Stati Uniti.
Ullman e Wade individuano quattro caratteristiche vitali del Colpire e Terrorizzare: “quasi totale od assoluta conoscenza e consapevolezza dei propri mezzi, del nemico e dell'ambiente; rapidità e tempismo nell'applicazione; perizia operativa nell'esecuzione; totale controllo e gestione dell'intera operazione.”
La dottrina del Dominio Rapido s'è evoluta dal concetto di “forza decisiva”. Ullman e Wade elencano le differenze tra i due concetti nei termini di obiettivo, uso della forza, entità della forza, scopo, velocità, vittime e tecnica.

### Vittime civili e distruzione delle infrastrutture
Sebbene Ullman e Wade dichiarano che bisogna “minimizzare il numero di vittime, perdite di vita e danni collaterali”, la loro dottrina richiede la capacità di sconvolgere “i mezzi di comunicazione, di trasporto, la produzione del cibo, la fornitura dell'acqua e gli altri aspetti delle infrastrutture, e, in pratica, “il giusto equilibrio dello Shock and Awe deve causare la percezione e l'aspettativa di una sconfitta certa e la minaccia e il timore di azioni che possano bloccare completamente o in parte la società del nemico o rendere inutile la sua capacità di combattere senza arrivare alla completa distruzione fisica.”
Usando come esempio un'invasione ipotetica dell'Iraq 20 anni dopo l'Operazione Desert Storm, gli autori dichiarano: “paralizzare il paese comporterebbe sia la distruzione fisica delle appropriate infrastrutture e l'interruzione ed il controllo del flusso di tutte le comunicazioni vitali ed il commercio associato così rapidamente da raggiungere un livello di shock assimilabile all'effetto che ebbe sui giapponesi il bombardamento nucleare su Hiroshima e Nagasaki.

## Applicazioni nella storia
Ullman e Wade dibattono che ci sono alcune applicazioni militari che assomigliano ai concetti di Shock and Awe. Essi elencano nove esempi:
Forza sconvolgente“l'applicazione di forza massiccia o sconvolgente” per “disarmare, inabilitare o rendere il nemico militarmente impotente con un piccolo numero di vittime del proprio esercito e non combattenti, se possibile.”
Hiroshima e Nagasakil'installazione dello Shock and Awe attraverso “l'istantaneo, quasi incomprensibile livello di distruzione massiccia diretta sul suo governo ed il suo popolo invece di centrare obiettivi militari o strategici."
Bombardamento massicciodescritto come "preciso e distruttivo attacco esteso ad ogni obiettivo militare ed i relativi settori contemporaneamente.”
Blitzkrieg“l'intento fu di applicare una precisa, chirurgica quantità di potenza strettamente focalizzata, per raggiungere la massima influenza con il minimo costo.”
Sun Tzu“la selettiva, istantanea decapitazione di obiettivi militari o sociali per raggiungere lo Shock and Awe.”
Esempio Haitiano“imporre lo Shock and Awe attraverso una mostra di forza ed inganno, informazioni sbagliate e disinformazione.”
Legioni Romane“raggiungere lo Shock and Awe poggiandosi sull'abilità di impedire e sopraffare un avversario attraverso la percezione del nemico e la paura della sua vulnerabilità e della nostra invincibilità.”
Declino e mancanza“l'imposizione di rottura sociale causata da un lungo periodo, senza l'applicazione di distruzione di massa.”